# Walker (Familienname)
Walker ist ein auf den Beruf des Walkers bezogener, vor allem im englischen, gelegentlich aber auch im deutschen Sprachraum (insbesondere in Südwestdeutschland und der Schweiz) verbreiteter Familienname.

## Namensträger

### A
- Adam Walker (Erfinder) (1731–1821), britischer Erfinder und Autor
- Adam Walker (Footballspieler) (* 1968), amerikanischer Footballspieler
- Adam Walker (Politiker) (* 1969), Vorsitzender der British National Party
- Adam Walker (Eishockeyspieler) (* 1986), schottischer Eishockeyspieler
- Adam Walker (Flötist) (* 1987), englischer Flötist
- Adam Walker (Fußballspieler) (* 1991), englischer Fußballspieler
- Adam Walker (Rugbyspieler) (1991–2022), schottischer Rugby-League-Spieler
- Adam Walker (Schauspieler), US-amerikanischer Schauspieler
- Adele Walker (* 1976), britische Biathletin
- Adrian J Walker, britischer Autor
- Alan Walker (Theologe) (1911–2003), australischer methodistischer Geistlicher und Theologe
- Alan Walker (Rugbyspieler) (1925–2005), australischer Rugby-Union-Spieler
- Alan Walker (Musikwissenschaftler) (* 1930), britisch-kanadischer Musikwissenschaftler
- Alan Walker (Paläoanthropologe) (1938–2017), britischer Paläoanthropologe
- Alan Walker (Fußballspieler) (* 1959), englischer Fußballspieler
- Alan Walker (Musikproduzent) (DJ Walkzz; * 1997), britisch-norwegischer Musikproduzent
- Albert Walker (1878–1963), deutscher Kommunalpolitiker, siehe Liste der Bürgermeister von Ebingen
- Albert Walker (Fußballspieler, 1887) (1887–1958), englischer Fußballspieler
- Albert Walker (Fußballspieler, 1902) (1902–??), englischer Fußballspieler
- Albert Walker (Fußballspieler, 1910) (1910–1993), englischer Fußballspieler und -trainer
- Albertina Walker (1929–2010), US-amerikanische Sängerin
- A’Lelia Walker (1885–1931), US-amerikanische Unternehmerin und Salonnière
- Alexander Walker (Offizier), britischer Offizier der Präsidentschaft Bombay
- Alexander Walker (Unternehmer) (1837–1889), schottischer Whiskyfabrikant
- Alexander Walker II. (1869–1950), schottischer Whiskyfabrikant
- Alexander Walker (Kritiker) (1930–2003), britischer Filmkritiker
- Alfred Osten Walker (1832–1925), britischer Zoologe

- Algernon Walker-Heneage-Vivian (1871–1952), britischer Admiral
- Algernon G. Walker (1921–1997), US-amerikanischer Filmproduzent
- Alice Walker (* 1944), US-amerikanische Schriftstellerin
- Alick Walker (1925–1999), britischer Paläontologe
- Alistair Walker (1944–2021), britischer Automobilrennfahrer
- Alister Walker (* 1982), englisch-botswanischer Squashspieler
- Ally Walker (* 1961), US-amerikanische Schauspielerin
- Alvin Walker (1971–2022), US-amerikanischer Jazzmusiker
- Amara Walker (* 1981), US-amerikanische Journalistin
- Amasa Walker (1799–1875), US-amerikanischer Politiker
- Andreas Walker (* 1965), Schweizer Historiker und Zukunftsforscher
- Andrew Walker (Politiker) (1855–1934), neuseeländischer Politiker
- Andrew Walker (Rugbyspieler) (* 1973), australischer Rugbyspieler
- Andrew Walker (Schauspieler) (* 1979), kanadischer Schauspieler
- Andrew Walker (Fernsehproduzent), australischer Fernsehproduzent
- Andrew Barclay Walker (1824–1893), britischer Brauer und Politiker
- Andrew Kevin Walker (* 1964), US-amerikanischer Drehbuchautor
- Andy Walker (Fußballtrainer) (Andrew D. Walker; fl. 1905–1930), schottischer Fußballtrainer
- Andy Walker (Fußballspieler, 1891) (Andrew McQueen Walker; 1891–1964), schottischer Fußballspieler
- Andy Walker (Fußballspieler, 1900) (Andrew Walker; 1900–1963), schottischer Fußballspieler
- Andy Walker (Basketballspieler) (* 1955), US-amerikanischer Basketballspieler
- Andy Walker (Fußballspieler, 1965) (Andrew Francis Walker; * 1965), schottischer Fußballspieler
- Andy Walker (Journalist) (* 1967), kanadischer Sachbuchautor und TV-Moderator
- Andy Walker (Fußballspieler, 1981) (Andrew William Walker; * 1981), englischer Fußballspieler
- Angela Walker (Tennisspielerin) (* 1960), kanadische Tennisspielerin
- Angela Walker (Turnerin) (* 1967), neuseeländische Rhythmische Sportgymnastin
- Angela Walker (Gewerkschafterin) (* 1974), amerikanische Gewerkschafterin
- Ann Walker (1803–1854), englische Gutsbesitzerin
- Annie Louisa Walker (1836–1907), britische Lehrerin und Autorin
- Antoine Walker (* 1976), US-amerikanischer Basketball-Spieler
- Arnetia Walker (* 1956), US-amerikanische Schauspielerin
- Art Walker (* 1941), US-amerikanischer Leichtathlet
- Arthur Earl Walker (1907–1995), US-amerikanischer Neurowissenschaftler
- Arthur Geoffrey Walker (1909–2001), britischer Mathematiker
- Arthur George Walker (1861–1939), britischer Skulpteur und Maler
- Arthur J. Walker († 2014), US-amerikanischer Spion
- Ashley Walker (* 1987), US-amerikanische Basketball-Spielerin
- Astia Walker (* 1975), jamaikanische Sprinterin

### B
- Barbro Walker (* 1968), deutsche Pädagogin
- Benjamin Walker (Politiker) (1753–1813), US-amerikanischer Politiker
- Benjamin Walker (Autor) (eigentlich George Benjamin Walker; * 1913), britischer Autor indischer Herkunft
- Benjamin Walker (Schauspieler) (* 1982), US-amerikanischer Schauspieler
- Bethany J. Walker (* 1967), US-amerikanische Archäologin
- Bettina Walker (1837–1893), irische Pianistin und Musikschriftstellerin
- Bill Walker (Schauspieler) (1896–1992), US-amerikanischer Schauspieler
- Bill Walker (Baseballspieler) (1903–1966), US-amerikanischer Baseballspieler
- Bill Walker (Dirigent) (1927–2022), US-amerikanischer Dirigent, Komponist, Arrangeur und Musikproduzent
- Bill Walker (Footballspieler), US-amerikanischer American-Football-Spieler
- Bill Walker (Politiker, 1929) (* 1929), schottischer Politiker (Conservative Party)
- Bill Walker (Politiker, 1942) (* 1942), schottischer Politiker (SNP)
- Bill Walker (Politiker, 1951) (* 1951), US-amerikanischer Politiker
- Bill Walker (kanadischer Politiker), kanadischer Politiker (Ontario PC Party)
- Bill Walker (Basketballspieler) (* 1987), US-amerikanischer Basketballspieler
- Billy Walker (Fußballspieler, 1879) (1879–??), englischer Fußballspieler
- Billy Walker (Fußballspieler, 1893) (1893–??), schottischer Fußballspieler
- Billy Walker (Fußballspieler, 1897) (William Henry Walker; 1897–1964), englischer Fußballspieler und -trainer
- Billy Walker (Musiker) (1929–2006), US-amerikanischer Musiker
- Billy Walker (Boxer) (William Walker; * 1939), britischer Boxer
- Billy Walker (Fußballspieler, IV) (William Walker), nordirischer Fußballspieler

- Blind Willie Walker (1896–1933), US-amerikanischer Bluesmusiker
- Bob Walker (Fußballspieler, 1903) (Robert Walker; 1903–1952), englischer Fußballspieler
- Bob Walker (Fußballspieler, 1935) (Robert Malcolm Walker; * 1935), schottischer Fußballspieler
- Bob Walker (Fußballspieler, 1942) (Robert Walker; * 1942), englischer Fußballspieler
- Boyd W. Walker (1917–2001), Biologe
- Brad Walker (* 1981), US-amerikanischer Leichtathlet
- Breeana Walker (* 1992), australische Bobfahrerin
- Brett Walker († 2013), US-amerikanischer Sänger und Musiker
- Bryant Walker (1856–1936), US-amerikanischer Zoologe
- Butch Walker (* 1969), US-amerikanischer Musiker und Musikproduzent
- Byron Edmund Walker (1848–1924), kanadischer Bankier

### C
- Carlos Walker Martínez (1842–1905), chilenischer Autor und Politiker
- Carmen Walker Späh (* 1958), Schweizer Politikerin (FDP)
- Caroline Walker (* 1953), US-amerikanische Langstreckenläuferin
- Catherine Walker (1945–2010), britische Modedesignerin
- Cecil Walker (Radsportler) (1900–1969), australischer Radsportler
- Cecil Walker (Politiker) (1924–2007), nordirischer Politiker
- Charles Walker, Pseudonym von Fred Gettings (* 1937), britischer Kunsthistoriker
- Charles Walker (Schauspieler) (* 1945), US-amerikanischer Schauspieler
- Charles C. B. Walker (1824–1888), US-amerikanischer Politiker
- Charles D. Walker (* 1948), US-amerikanischer Astronaut
- Charles F. Walker (1904–1979), US-amerikanischer Zoologe
- Charles T. Walker (1858–1921), amerikanischer Prediger
- Charlie Walker (1926–2008), US-amerikanischer Countrymusiker
- Charls Walker (1923–2015), US-amerikanischer Staatssekretär
- Chet Walker (Chester Walker; 1940–2024), US-amerikanischer Basketballspieler
- Chris Walker (Schauspieler, 1964) (auch Christopher Walker; * 1964), britischer Schauspieler und Regisseur
- Chris Walker (Radsportler) (* 1965), britischer Radsportler
- Chris Walker (Squashspieler) (* 1967), englischer Squashspieler
- Chris Walker (Rennfahrer) (Christopher John Walker; * 1972), britischer Motorradrennfahrer
- Chris Walker-Hebborn (Christopher James Walker-Hebborn; * 1990), britischer Schwimmer
- Christina Walker, geb. Zoppel (* 1971), österreichische Autorin
- Christopher Walker (Assyrologe) (Christopher Bromhead Fleming Walker; * 1942), britischer Assyrologe
- Christopher Walker (Mykologe) (* 1944), britischer Mykologe
- Christopher Walker (Schauspieler, II), Schauspieler
- Christopher Walker (Sportler) (* 1967), Triathlet und Radsportler aus Gibraltar
- Christopher J. Walker (* 1942), britischer Historiker
- Cindy Walker (1918–2006), amerikanische Countrymusikerin, Sängerin und Songschreiberin
- Clara Walker (1926–2021), US-amerikanische Schwimmerin
- Clarence Walker (1898–1957), südafrikanischer Boxer
- Clay Walker (* 1969), amerikanischer Countrysänger
- Clifford Walker (1877–1954), amerikanischer Jurist und Politiker (Georgia)
- Clint Walker (1927–2018), amerikanischer Schauspieler
- Clive Walker (Fußballspieler, 1945)  (* 1945), englischer Fußballspieler und -trainer
- Clive Walker (Fußballspieler, 1957)  (* 1957), englischer Fußballspieler
- Cody Walker (Dichter) (* 1967), US-amerikanischer Dichter
- Cody Walker (Schauspieler) (* 1988), US-amerikanischer Schauspieler

- Colin Walker (Bühnenbildner) (* 1956), britischer Bühnenbildner
- Colin Walker (Leichtathlet) (* 1962), britischer Hindernisläufer
- Colin Walker (Cellist), britischer Cellist (Electric Light Orchestra)
- Colin Walker (Schauspieler), US-amerikanischer
- Colin Charles Walker (* 1952), britischer Botaniker
- Cyril Alexander Walker (1939–2009), britischer Paläontologe

### D
- Damian Walker (* 1969), US-amerikanischer Squashspieler
- Daniel Walker (1922–2015), US-amerikanischer Politiker (Illinois)
- Daniel Walker (Biathlet) (* 1994), australischer Biathlet
- Daphne Walker (vor 1939–nach 1947), britische Eiskunstläuferin
- Darryn Walker (* 1972), englischer Snookerspieler
- Dave Walker (Fußballspieler, 1908) (1908–1965), englischer Fußballspieler
- Dave Walker (Fußballspieler, 1941) (1941–2015), englischer Fußballspieler
- Dave Walker (Rennfahrer) (1941–2024), australischer Automobilrennfahrer
- Dave Walker (Musiker) (* 1945), britischer Gitarrist und Sänger
- Dave Walker (Leichtathlet) (* 1945), britischer Weitspringer
- Dave Walker (Freestyle-Skier) (* 1964), kanadischer Freestyle-Skier
- Dave Walker (Schiedsrichter), englischer Rugby-Union-Schiedsrichter

- David Walker (Politiker, 1763) (1763–1820), US-amerikanischer Politiker (Kentucky)
- David Walker (Abolitionist) (1785–1830), US-amerikanischer Bürgerrechtler
- David Walker (Schriftsteller) (1911–1992), schottisch-kanadischer Schriftsteller
- David Walker (Biologe) († 2012), britischer Biologe
- David Walker (Manager) (* 1939), britischer Bankmanager
- David Walker (Journalist) (* 1941), US-amerikanischer Journalist
- David Walker (Fußballspieler) (1941–2015), englischer Fußballspieler
- David Walker (Geologe) (* 1946), US-amerikanischer Geologe
- David Walker (Politiker, 1952) (* 1952), US-amerikanischer Politiker (West Virginia)
- David Walker (Bischof) (* 1957), britischer Geistlicher, Bischof von Manchester
- David Walker (Eishockeyspieler) (* 1979), kanadischer Eishockeyspieler
- David Davis Walker (1840–1918), US-amerikanischer Unternehmer
- David Esdaile Walker (1907–1968), britischer Journalist und Nachrichtenagent
- David James Walker (1905–1995), kanadischer Politiker
- David Louis Walker (* 1938), australischer Geistlicher, Bischof von Broken Bay
- David M. Walker (1944–2001), US-amerikanischer Astronaut
- David S. Walker (1815–1891), US-amerikanischer Politiker
- David Walker (Diplomat), neuseeländischer Diplomat
- Dawson Walker (1916–1973), schottischer Fußballtrainer
- Debbie Jones-Walker (* 1953), kanadische Curlerin
- Declan Walker (* 1992), irischer Fußballspieler
- Delanie Walker (* 1984), US-amerikanischer American-Football-Spieler
- Derek Walker-Smith, Baron Broxbourne (1910–1992), britischer Politiker
- Des Walker (* 1965), englischer Fußballspieler
- Doak Walker (1927–1998), US-amerikanischer American-Football-Spieler
- Dolly Walker-Wraight (1920–2002), englische Literaturhistorikerin
- Dominic Walker (* 1948), britischer anglikanischer Bischof
- Don Walker (Musiker, 1907) (1907–1989), US-amerikanischer Orchestrator und Komponist
- Don Walker (Fußballspieler) (1935–2011), schottischer Fußballspieler
- Don Walker (Diplomat), neuseeländischer Diplomat
- Don Walker (Musiker, 1951) (Donald Hugh Walker; * 1951), australischer Musiker
- Donald Walker (* 1958), kanadischer Manager, Vorstand von Magna International Inc.
- Douglas Walker (* 1973), schottischer Leichtathlet
- Douglas Walker (* 1981), US-amerikanischer Filmkritiker, siehe That Guy with the Glasses
- Dreama Walker (* 1986), US-amerikanische Schauspielerin
- Dylan Walker (* 1994), australischer Rugby-League-Spieler

### E
- E. Cardon Walker (1916–2005), US-amerikanischer Manager (Disney)
- E. S. Johnny Walker (1911–2000), US-amerikanischer Politiker (New Mexico)
- Eamonn Walker (* 1962), britischer Schauspieler
- Ed Walker (um 1932–2015), US-amerikanischer Hörfunkmoderator
- Edith Walker (1867 oder '70–1950), US-amerikanische Sängerin (Alt)
- Edmund Murton Walker (1877–1969), kanadischer Insektenkundler
- Edward Craven Walker (1918–2000), englischer Erfinder
- Edwin Anderson Walker (1909–1993), US-amerikanischer General
- Eli Walker (* 1970), US-amerikanischer Biathlet
- Emery Walker (1851–1933), englischer Drucker und Typograf
- Emmett H. Walker (1924–2007), Generalleutnant der US-Army
- Ernest P. Walker (1891–1969), US-amerikanischer Zoologe
- Ernst Walker (1887–1955), deutscher Architekt und Politiker (DemP, FDP)

### F
- Felix Walker (Politiker, 1753) (1753–1828), US-amerikanischer Politiker (North Carolina)
- Felix Walker (Politiker, 1935) (* 1935), Schweizer Politiker
- Felix Walker (Badmintonspieler), Deutscher Badmintonspieler und -trainer
- Fiona Walker (Schauspielerin) (* 1944), britische Schauspielerin
- Fiona Walker (* ca. 1958), britische Frau, die auf dem Foto Tennis Girl abgebildet sein soll
- Fiona Walker (Autorin) (* 1969), britische Autorin
- Francis Walker (Politiker) (1764–1806), US-amerikanischer Politiker (Virginia)
- Francis Walker (Zoologe) (1809–1874), britischer Insektenkundler
- Francis Amasa Walker (1840–1897), US-amerikanischer Statistiker und Volkswirtschaftler
- Francis Sylvester Walker (1848–1916), irischer Maler
- François Walker (1888–1951), französischer Turner
- Frank Walker (Bergsteiger), britischer Bergsteiger
- Frank Walker (Baseballspieler) (1894–1974), US-amerikanischer Baseballspieler
- Frank Walker (Fußballspieler, 1897) (1897–1949), schottischer Fußballspieler
- Frank Walker (Fußballspieler, 1906) (1906–??), walisischer Fußballspieler
- Frank Walker (Politiker, 1942) (1942–2012), australischer Politiker
- Frank Walker (Politiker, 1943) (* 1943), britischer Politiker aus Jersey
- Frank Walker (Footballspieler) (* 1981), US-amerikanischer American-Football-Spieler
- Frank Buckley Walker (1889–1963), US-amerikanischer Musikmanager
- Frank C. Walker (1886–1959), US-amerikanischer Politiker
- Frank R. Walker (1899–1976), US-amerikanischer Marineoffizier
- Fred Walker (* 1884), englischer Fußballspieler und -trainer
- Frederic John Walker (1896–1944), britischer Marineoffizier
- Frederick Walker (1840–1875), englischer Maler
- Frederick Forestier-Walker (1844–1910), britischer General, Gouverneur von Gibraltar
- Freeman Walker (1780–1827), US-amerikanischer Politiker

### G
- Garry Walker (* 1974), schottischer Dirigent
- Gary Walker (* 1942), US-amerikanischer Musiker
- Gene Walker (1938–2014), US-amerikanischer Rhythm-&-Blues- und Jazz-Musiker
- Geoff Walker (Curler) (* 1985), kanadischer Curler
- Geoff Walker (Eishockeyspieler) (* 1987), kanadischer Eishockeyspieler
- George Walker (Soldat) (1645–1690), englischer Befehlshaber in Irland
- George Walker (Politiker, 1763) (1763–1819), US-amerikanischer Politiker (Kentucky)
- George Walker (Schriftsteller) (1772–1847), englischer Romanautor
- George Walker (Schachspieler) (1803–1879), englischer Schachspieler
- George Walker (Politiker, 1824) (1763–1888), US-amerikanischer Politiker (Massachusetts)
- George Walker (Entertainer) (1873–1911), US-amerikanischer Vaudevilleschauspieler und -produzent
- George Walker (Fußballspieler, 1877) (1877–??), englischer Fußballspieler
- George Walker (Fußballspieler, 1905) (1905–??), englischer Fußballspieler
- George Walker (Fußballspieler, 1909) (1909–1986), schottischer Fußballspieler
- George Walker (Komponist) (1922–2018), US-amerikanischer Komponist
- George Walker (Fußballspieler, 1934) (1934–2012), englischer Fußballspieler
- George F. Walker (* 1947), kanadischer Dramatiker und Drehbuchautor
- George Herbert Walker (1875–1953), US-amerikanischer Bankier
- George Herbert Walker, Jr. (1905–1977), US-amerikanischer Kaufmann
- George J. Walker (1934–2005), US-amerikanischer General
- George P. L. Walker (1926–2005), britischer Vulkanologe
- Gilbert Walker (1868–1958), englischer Physiker und Statistiker
- Gilbert Carlton Walker (1833–1885), US-amerikanischer Politiker
- Glenn D. Walker (1916–2002), US-amerikanischer Militär, Generalleutnant der US Army
- Graham Walker (Rennfahrer) (1896–1962), britischer Motorradrennfahrer
- Graham Walker (Filmeditor), US-amerikanischer Filmeditor
- Graham Walker (Komiker), britischer Komiker und Musiker
- Greg Walker (Literaturwissenschaftler), Literaturwissenschaftler
- Greg Walker (Politiker) (* 1963), US-amerikanischer Politiker
- Greg Walker (Ruderer) (* 1964), US-amerikanischer Ruderer
- Gustav Walker (1868–1944), österreichischer Rechtswissenschaftler und Verfassungsrichter

### H
- H. Jesse Walker (1921–2015), US-amerikanischer Geograph
- H. M. Walker (1885–1937), US-amerikanischer Drehbuchautor
- Hal Walker (1896–1972), US-amerikanischer Filmregisseur und Regieassistent
- Hans Walker (* 1953), deutscher Politiker
- Harold Walker (General) (1862–1934), englischer Generalleutnant
- Harold Walker, bekannt als Hal Walker (1896–1972), US-amerikanischer Filmregisseur und Regieassistent
- Harold Walker, Baron Walker of Doncaster (1927–2003), britischer Politiker
- Harold Berners Walker (* 1932), britischer Diplomat
- Harrison Walker (1910–2003), US-amerikanischer Journalist und Fotograf
- Harry Walker (Fußballspieler, 1889) (1889–1934), englischer Fußballspieler
- Harry Walker (Fußballspieler, 1916) (1916–1976), englischer Fußballspieler
- Harry Walker (Baseballspieler) (1918–1999), US-amerikanischer Baseballspieler
- Harry C. Walker (1873–1932), US-amerikanischer Rechtsanwalt und Politiker
- Helen Walker (1920–1968), US-amerikanische Schauspielerin
- Henry Oliver Walker (1843–1929), US-amerikanischer Maler
- Herbert Samuel Walker (1924–2017), jamaikanischer Diplomat
- Herschel Walker (* 1962), US-amerikanischer Footballspieler
- Hezekiah Walker (* 1962), US-amerikanischer Gospelsänger, Singer-Songwriter und Pastor
- Hillary J. Walker (* 1975), US-amerikanische Schauspielerin
- Horace Walker (1838–1908), englischer Alpinist
- Horatio Walker (1858–1938), kanadischer Fotograf und Maler
- Hugh Walker (Literaturwissenschaftler) (1855–1939), schottischer Professor für englische Literatur
- Hugh Walker (Hockeyspieler) (1888–1958), schottischer Hockeyspieler, Dritter bei den Olympischen Spielen 1908
- Hugh Walker (* 1941), österreichischer Schriftsteller, siehe Hubert Straßl
- Hugh Walker (Schlagzeuger) (1942–2008), amerikanischer Jazz-Schlagzeuger
- Hugo Walker († 2015), niederländischer Sportkommentator

### I
- Ian Walker (Segler) (* 1970), britischer Segler
- Ian Walker (Fußballspieler) (* 1971), englischer Fußballspieler
- Ignacio Walker (* 1956), chilenischer Politiker
- Inez Nathaniel-Walker (1911–1990), amerikanische Künstlerin der Outsider Art
- Isaac P. Walker (1815–1872), US-amerikanischer Politiker

### J
- Jack Walker (Fußballspieler, 1868) (1868–1935), schottischer Fußballspieler
- Jack Walker (Fußballspieler, 1882) (1882–1960), englischer Fußballspieler
- Jack Walker (Eishockeyspieler) (1888–1950), kanadischer Eishockeyspieler
- Jack Walker (Fußballspieler, 1899) (1899–1929), englischer Fußballspieler
- Jack Walker (Cricketspieler) (1914–1968), englischer Cricketspieler
- Jack Walker (Unternehmer) (1929–2000), britischer Unternehmer und Fußballfunktionär
- Jack Walker (Rugbyspieler, 1996) (* 1996), englischer Rugby-Union-Spieler
- Jack Walker (Rugbyspieler, 1999) (* 1999), englischer Rugby-League-Spieler
- Jack D. Walker (1922–2005), US-amerikanischer Politiker
- Jackie Walker (* um 1939), US-amerikanischer Sänger
- Jalon Walker (* 2004), US-amerikanischer American-Football-Spieler
- James Walker (Grafiker) (um 1770–um 1822), englischer Grafiker
- James Walker (Ingenieur) (1781–1862), britischer Bauingenieur
- James Walker (Geistlicher) (1794–1874), US-amerikanischer Geistlicher und Hochschullehrer
- James Walker (Chemiker) (1863–1935), schottischer Chemiker
- James Walker (Radsportler) (1897–??), südafrikanischer Radsportler
- James Walker (Marathonläufer) (* 1954), guamischer Marathonläufer
- James Walker (Hürdenläufer) (* 1957), US-amerikanischer Hürdenläufer
- James Walker (Rennfahrer) (* 1983), britischer Rennfahrer
- James Walker (Fußballspieler) (* 1987), englischer Fußballspieler
- James Walker (Skirennläufer), australischer Skirennläufer
- James A. Walker (1832–1901), US-amerikanischer Politiker
- James Anthony Walker (* 1950), US-amerikanischer Komponist
- James Campbell Walker (1821–1888), schottischer Architekt
- James D. Walker (1830–1906), US-amerikanischer Jurist, Offizier und Politiker
- James P. Walker (1851–1890), US-amerikanischer Politiker
- James Thomas Walker (1826–1896), britischer Offizier und Geodät
- James Hemphill Walker (1860–1947), US-amerikanischer Politiker
- Jamie Walker (* 1993), schottischer Fußballspieler
- Jarace Walker (* 2003), US-amerikanischer Basketballspieler
- Jarvis Walker (* 1966), US-amerikanischer Basketballspieler
- Jason Walker (Rugbyspieler) (* 1969), US-amerikanischer Rugby-Union-Spieler
- Jason Walker (Fußballspieler) (* 1984), englischer Fußballspieler
- Jason Walker (Musiker), amerikanischer Musiker
- Javon Walker (* 1978), US-amerikanischer American-Football-Spieler
- Jay Walker (Politiker) (Jewel Jacobia Walker, * 1972), US-amerikanischer American-Football-Spieler und Politiker
- Jay Walker (Schauspieler), US-amerikanischer Schauspieler
- Jay S. Walker (Jay Scott Walker, * 1955), US-amerikanischer Unternehmer
- Jearl Walker (* 1945), US-amerikanischer Physiker
- Jeff Walker (* 1969), britischer Musiker
- Jeffery T. Walker (* 1962), US-amerikanischer Kriminologe
- Jeffrey Walker (* 1982), australischer Schauspieler und Regisseur
- Jelani Walker (* 1998), jamaikanischer Leichtathlet
- Jerry Jeff Walker (1942–2020), US-amerikanischer Musiker, Sänger und Songwriter
- Jesse Walker (* 1970), Herausgeber des Magazins Reason
- Jessica Walker (* 1990), britische Kanurennsportlerin
- Jim Walker (Fußballspieler) (* 1947), englischer Fußballspieler
- Jim Walker (Rennfahrer), US-amerikanischer Rennfahrer
- Jim Walker (Musiker), britischer Musiker
- Jim Walker (Ruderer), britischer Ruderer
- Jim Walker (Dartspieler), schottischer Dartspieler
- Jimmy Walker (Politiker) (1881–1946), US-amerikanischer Politiker
- Jimmy Walker (Fußballspieler, 1895) (1895–??), schottischer Fußballspieler
- Jimmy Walker (Pianist) (1905–1997), US-amerikanischer Blues-Pianist
- Jimmy Walker (Sänger) (1915–1990), US-amerikanischer Country-Sänger
- Jimmy Walker (Fußballspieler, 1925) (1925–2000), schottischer Fußballspieler
- Jimmy Walker (Fußballspieler, 1932) (* 1932), nordirischer Fußballspieler
- Jimmy Walker (Fußballspieler, 1933) (1933–2006), schottischer Fußballspieler
- Jimmy Walker (Basketballspieler) (1944–2007), US-amerikanischer Basketballspieler
- Jimmy Walker (Tischtennisspieler) (* um 1954), englischer Tischtennisspieler
- Jimmy Walker (Kanute) (* 1971), australischer Kanute
- Jimmy Walker (Fußballspieler, 1973) (* 1973), englischer Fußballspieler
- Jimmy Walker (Golfspieler) (* 1979), US-amerikanischer Golfspieler
- Joe Walker (Schriftsteller) (1910–1971), australischer Schriftsteller und Herausgeber
- Joe Walker (Filmeditor), britischer Filmeditor
- Joe Louis Walker (1949–2025), amerikanischer Blues-Gitarrist
- Joel Walker (* 1994), englischer Snookerspieler
- John Walker (Naturforscher) (1731–1803), schottischer Naturforscher
- John Walker (Politiker, 1744) (1744–1809), US-amerikanischer Politiker
- John Walker (Erfinder) (1781–1859), englischer Apotheker und Erfinder des Streichholzes
- John Walker (Presbyterianer), amerikanischer Presbyterianer
- John Walker (Whiskyfabrikant) (1805–1857), schottischer Unternehmer
- John Walker (Fußballspieler, 1871) (1871–1951), englischer Fußballspieler
- John Walker (Fußballspieler, 1873) (1873–1937), schottischer Fußballspieler
- John Walker (Fußballspieler, 1876) (1876–1900), schottischer Fußballspieler
- John Walker (Fußballspieler, 1885) (1885–1963), irischer Fußballspieler
- John Walker (Ruderer) (1891–1952), britischer Ruderer
- John Walker (Fußballspieler, 1899) (1899–1956), englischer Fußballspieler
- John Walker (Fußballspieler, 1902) (1902–1984), schottischer Fußballspieler
- John Walker (Kunsthistoriker) (1906–1995), US-amerikanischer Kunsthistoriker
- John Walker, bekannt als Mr. Wrestling II (1934–2020), US-amerikanischer Wrestler
- John Walker (Kameramann), britischer Kameramann (Miss Marple (Fernsehserie))
- John Walker (Maler) (* 1939), britischer Maler
- John Walker, Künstlername von John Maus (1943–2011), Mitglied der Walker Brothers
- John Walker (Fußballspieler, 1948) (* 1948), englischer Fußballspieler
- John Walker (Programmierer) (1949–2024), US-amerikanischer Programmierer
- John Walker (Leichtathlet) (* 1952), neuseeländischer Leichtathlet
- John Walker (Filmproduzent) (* 1956), US-amerikanischer Filmproduzent
- John Walker (Eishockeyspieler) (* 1964), deutscher Eishockeyspieler
- John Walker, Alternativname von John Walker Lindh (* 1981), US-amerikanischer Taliban-Kämpfer
- John Anthony Walker (1937–2014), US-amerikanischer Marineoffizier, Kryptograph und Spion
- John Brisben Walker (1847–1931), US-amerikanischer Unternehmer und Zeitschriftenverleger
- John E. Walker (* 1941), britischer Chemiker
- John Edwar Walker (* 1933), US-amerikanischer Opernsänger (Tenor)
- John George Walker (Generalmajor) (1822–1893), Generalmajor
- John Joseph Maus, Gründer der The Walker Brothers
- John Grimes Walker (1835–1907), US-amerikanischer Admiral
- John M. Walker, Jr. (* 1940), US-amerikanischer Richter
- John Randall Walker (1874–1942), US-amerikanischer Politiker
- John Williams Walker (1783–1823), US-amerikanischer Politiker
- John Winfred Walker (1937–2019), US-amerikanischer Anwalt und Politiker
- Johnnie Walker (Schauspieler) (1894–1949), amerikanischer Schauspieler
- Johnnie Walker (Moderator) (1945–2024), britischer Hörfunkmoderator
- Johnnie Walker (Rennfahrer) (* 1952), australischer Automobilrennfahrer
- Johnnie Walker (Radsportler) (* 1987), australischer Radsportler
- Johnny Walker (Schauspieler) (1926–2003), indischer Schauspieler
- Johnny Walker (Musiker) (Big Moose; 1927–1999), US-amerikanischer Musiker
- Johnny Walker (Moderator) (1948–2004), amerikanischer Radiomoderator und DJ
- Jonah Walker-Smith (1874–1964), britischer Politiker
- Jonathan Hoge Walker († 1824), US-amerikanischer Jurist
- Jonny Walker (Fußballspieler) (* 1974), US-amerikanischer Fußballspieler
- Jonny Walker (Rennfahrer) (* 1991), britischer Endurosportler
- Jordan Walker (* 1997), US-amerikanischer Basketballspieler
- Joseph Walker (Kameramann) (1892–1985), US-amerikanischer Kameramann
- Joseph Walker (Fußballspieler), schottischer Fußballspieler
- Joseph Walker (Schauspieler) (* 1987), US-amerikanischer Schauspieler und Musicaldarsteller
- Joseph Albert Walker (1921–1966), US-amerikanischer Testpilot
- Joseph H. Walker (1829–1907), US-amerikanischer Politiker
- Joseph Marshall Walker (1784–1856), US-amerikanischer Politiker (Louisiana)
- Joseph R. Walker (1798–1876), US-amerikanischer Mountain Man und Pionier
- Joyce Walker (Schauspielerin), US-amerikanische Schauspielerin
- Joyce Walker (* 1921), australische Sprinterin
- Jr. Walker (1931–1995), US-amerikanischer Musiker
- Judy Walker (* um 1940), australische Badmintonspielerin
- Juleigh Walker, US-amerikanische Skeletonpilotin
- Julian Walker (* 1986), Schweizer Eishockeyspieler

### K
- Kara Walker (* 1969), US-amerikanische Künstlerin
- Karen Walker (* 1956), irische Tischtennis-Nationalspielerin, siehe Karen Senior
- Karen Walker (Fußballspielerin) (* 1969), englische Fußballspielerin
- Karl Walker (1904–1975), deutscher Sozialwissenschaftler und Politiker
- Kathrine Sorley Walker († 2015), britische Tanzkritikerin und Autorin
- Kathryn Walker (* 1943), US-amerikanische Schauspielerin
- Keith Walker (Schiedsrichter) (1930–1996), englischer Fußballschiedsrichter
- Keith A. Walker (1935–1996), US-amerikanischer Filmschauspieler und Drehbuchautor
- Kemba Walker (* 1990), US-amerikanischer Basketballspieler
- Kenneth Walker (1898–1943), US-amerikanischer General der Luftwaffe
- Kenneth Walker III (* 2000), US-amerikanischer American-Football-Spieler
- Kevin Walker (1958–2023), britischer Gitarrist, siehe Geordie Walker
- Kevin Walker (Footballspieler) (* 1965), US-amerikanischer Footballspieler
- Kevin Walker (Baseballspieler) (* 1976), US-amerikanischer Baseballspieler
- Kevin Walker (Fußballspieler) (* 1989), schwedischer Fußballspieler und Musiker
- Kim Walker (1968–2001), US-amerikanische Schauspielerin
- Kirby Walker (um 1910–nach 1949), US-amerikanischer Jazzmusiker
- Klaus-Eckhard Walker (* 1952), deutscher Kommunalpolitiker (SPD, parteilos)
- Kristina Walker (* 1996), kanadische Ruderin
- Kurt Walker (Eishockeyspieler) (1954–2018), US-amerikanischer Eishockeyspieler
- Kurt Walker (Boxer) (* 1995), irischer Boxer
- Kyle Walker (* 1990), englischer Fußballspieler
- Kyle Walker-Peters (* 1997), englischer Fußballspieler

### L
- Lamar Walker, jamaikanischer Fußballspieler
- Laura Walker (Curlerin) (* 1990), kanadische Curlerin
- Laura Walker (Fussballspielerin) (* 1994), Schweizer Fußballspielerin
- Laura Walker (Schauspielerin) (* 1895), US-amerikanische Schauspielerin und Drehbuchautorin
- Laura Walker (Schwimmerin) (* 1970), US-amerikanische Schwimmerin
- Lee Walker (* 1976), walisischer Snookerspieler
- Leila Walker (* 2005), neuseeländische Radrennfahrerin
- Léon Walker (1937–2006), Schweizer Fußballnationaltrainer
- Leroy Pope Walker (1817–1884), US-amerikanischer Jurist, Politiker und Offizier
- LeRoy T. Walker (1918–2012), US-amerikanischer Leichtathletiktrainer und Sportfunktionär
- Lesley Walker (* 1945), britische Filmeditorin
- Lewis L. Walker (1873–1944), US-amerikanischer Politiker
- Liam Walker (* 1988), gibraltarischer Fußballspieler
- Liquit Walker (* 1985), deutscher Rapper
- Lloyd Walker (* 1959), australischer Rugbyspieler
- Lonnie Walker (* 1998), US-amerikanischer Basketballspieler
- Louise Walker (* 1951), kanadische Hochspringerin
- Louise Aitken-Walker (* 1960), britische Rennfahrerin
- Lucius M. Walker (1829–1863), US-amerikanischer General des Sezessionskriegs (Konföderation)
- Lucy Walker (Bergsteigerin) (1836–1916), britische Alpinistin
- Lucy Walker (Regisseurin), britische Dokumentarfilmerin und Filmproduzentin
- Ludwig Walker (1879–1959), Schweizer Politiker (KVP)
- Luise Walker (1910–1998), österreichische Gitarristin

### M
- Madam C. J. Walker (1867–1919), US-amerikanische Kosmetikunternehmerin
- Maggie Walker (1867–1934), US-amerikanische Lehrerin und Managerin
- Magnus Walker (* 1967), britischer Modedesigner
- Mandy Walker (* 1963), australische Kamerafrau
- Marc Walker (* 1972), britischer Biathlet
- Marco Walker (Fussballspieler) (* 1970), Schweizer Fußballspieler
- Marco Walker (Politiker), deutscher Politiker
- Marcy Walker (* 1961), US-amerikanische Schauspielerin
- Margaret Walker (Schriftstellerin) (1915–1998), US-amerikanische Schriftstellerin und Dichterin
- Margaret Walker (Leichtathletin) (1925–2016), britische Sprinterin
- Marjorie Walker (1906–1992), US-amerikanische Künstlerin
- Mark Walker (Wirtschaftswissenschaftler), US-amerikanischer Wirtschaftswissenschaftler und Hochschullehrer
- Mark Walker (Wissenschaftshistoriker) (* 1959), US-amerikanischer Wissenschaftshistoriker
- Mark Walker (Schlagzeuger) (* 1961), US-amerikanischer Jazz-Schlagzeuger
- Mark Walker (Politiker) (* 1969), US-amerikanischer Politiker
- Markus Walker (* 2006), dänischer Fußballspieler
- Martin Walker (* 1947), schottischer Historiker, Journalist und Schriftsteller
- Mary Ann Walker, Geburtsname von Mary Ann Nichols (1845–1888), britisches Opfer des Serienmörders Jack the Ripper
- Mary Broadfoot Walker (1888–1974), britische Ärztin
- Mary Chase Walker (1828–1899), US-amerikanische Lehrerin und Frauenrechtlerin
- Mary Edwards Walker (1832–1919), US-amerikanische Chirurgin und Frauenrechtlerin, erhielt als einzige Frau die Medal of Honor
- Mary Russell Walker (1846–1938), schottisch-britische Schuldirektorin und Aktivistin für Frauenbildung
- Mary Willis Walker (1942–2023), US-amerikanische Schriftstellerin
- Mathilde Walker (* 1842), deutsche Dichterin
- Matt Walker (* 1999), britischer Mountainbiker
- Matthew Walker (Schauspieler, 1942) (* 1942), kanadisch-britischer Schauspieler
- Matthew Walker (Schauspieler, 1968) (* 1968), US-amerikanischer Schauspieler und Regisseur
- Matthew Walker (Cricketspieler, 1974) (* 1974), englischer  Cricketspieler
- Matthew Walker (Neurowissenschaftler) (* 1974), britischer Neurowissenschaftler
- Matthew Walker (Cricketspieler, 1977) (* 1977), neuseeländischer  Cricketspieler
- Matthew Walker (Eishockeyspieler) (* 1980), kanadischer  Eishockeyspieler
- Matthew Walker (Schauspieler, 1984) (* 1984), australisch-neuseeländischer Schauspieler
- Matthew Walker (Radsportler) (* 1990), neuseeländischer Mountainbiker
- Max Walker (Cricketspieler) (1948–2016), australischer Cricketspieler
- Max Walker (Radsportler) (* 2001), britischer Radrennfahrer
- Max Walker-Silverman, US-amerikanischer Filmregisseur und Drehbuchautor
- Mel Walker (1914–2000), US-amerikanischer Hochspringer
- Melaine Walker (* 1983), jamaikanische Leichtathletin
- Melissa Walker (* 1964), US-amerikanische Sängerin
- Meriwether Lewis Walker (1869–1947), US-amerikanischer Ingenieur und Offizier
- Michael Walker, Baron Walker of Aldringham (* 1944), britischer General
- Michael Walker (Wirtschaftswissenschaftler) (* 1945), kanadischer Wirtschaftswissenschaftler
- Michael Walker (Footballspieler) (* 1996), US-amerikanischer American-Football-Spieler
- Mickey Walker (Boxer) (1901–1981), US-amerikanischer Boxer
- Mickey Walker (Golfspielerin) (Carol Michelle Walker; * 1952), englische Golfspielerin
- Mike Walker (Fußballspieler) (* 1945), englischer Fußballspieler und -trainer
- Mike Walker (Badminton) (* 1949), US-amerikanischer Badmintonspieler
- Mike Walker (Gitarrist) (* 1962), britischer Jazzgitarrist
- Mike Walker (Kanute) (* 1977), neuseeländischer Kanute
- Miles Walker (* 1940), britischer Geschäftsmann und Politiker
- Molly Manning Walker (* 1993), britische Filmregisseurin, Drehbuchautorin und Kamerafrau
- Mort Walker (Mortimer Addison Walker; 1923–2018), US-amerikanischer Comiczeichner und -autor
- Murray Walker (1923–2021), britischer Motorsportkommentator
- Mykal Walker (* 1997), US-amerikanischer American-Football-Spieler

### N
- Nancy Walker (1922–1992), amerikanische Schauspielerin
- Nate Walker, US-amerikanischer Schauspieler, Drehbuchautor und Filmproduzent
- Nathalie Walker (* 1979), Schauspielerin
- Nathan Walker (* 1994), australischer Eishockeyspieler
- Neil Walker (Rechtswissenschaftler) (* 1960), britischer Rechtswissenschaftler und Hochschullehrer
- Neil Walker (Schwimmer) (* 1976), US-amerikanischer Schwimmer
- Neil Walker (Baseballspieler) (* 1985), US-amerikanischer Baseballspieler
- Nella Walker (1886–1971), US-amerikanische Schauspielerin
- Nicholas Walker (* 1988), australischer Radrennfahrer
- Nick Walker (* 1973), englischer Snookerspieler
- Nickeil Alexander-Walker (* 1998), kanadischer Basketballspieler
- Nicola Walker (* 1970), britische Schauspielerin
- Nigel Walker (Kriminologe) (1917–2014), britischer Kriminologe
- Nigel Walker (Musiker) (* 1957), britischer Gitarrist, Komponist und Produzent
- Nigel Walker (Fußballspieler) (1959–2014), englischer Fußballspieler
- Nigel Walker (Sportler) (* 1963), walisischer Leichtathlet und Rugby-Union-Spieler
- Nikki Walker (* 1982), schottischer Rugby-Union-Spieler
- Norman Walker (Regisseur) (1892–1963), britischer Filmregisseur
- Norman Walker (Sänger) (1907–1963), britischer Sänger (Bass)
- Norman W. Walker (1886–1985), US-amerikanischer Geschäftsmann und Autor

### O
- Obadiah Walker (1616–1699), englischer Gelehrter
- Olene S. Walker (1930–2015), US-amerikanische Politikerin
- Oliver Walker (* 1985), britischer Schauspieler und Synchronsprecher
- Orris George Walker († 2015), US-amerikanischer Bischof
- Owen Walker (* 1989), neuseeländischer Hacker

### P
- Pascale Walker (* 1995), Schweizer Ruderin
- Patrick Walker (* 1959), irischer Fußballspieler und -trainer
- Patrick Gordon Walker (1907–1980), britischer Politiker
- Paul Walker (Politikwissenschaftler) (* 1946), US-amerikanischer Politikwissenschaftler und Abrüstungsaktivist
- Paul Walker (Fußballspieler, 1949) (* 1949), englischer Fußballspieler
- Paul Walker (Fußballspieler, 1958) (* 1958), englischer Fußballspieler
- Paul Walker (Fußballspieler, 1960) (* 1960), englischer Fußballspieler
- Paul Walker (1973–2013),  US-amerikanischer Schauspieler und Filmproduzent
- Paul Walker (Mittelstreckenläufer) (* 1973), britischer Mittelstreckenläufer
- Paul Walker (Stabhochspringer) (* 1985), britischer Stabhochspringer
- Paul Walker (Fußballspieler, 1992) (* 1992), englischer Fußballspieler
- Paula Walker (* 1986), britische Bobfahrerin; siehe Paula Jackson
- Pax Walker (1920–2007), britische Filmschauspielerin der 1940er Jahre
- Peggy Walton-Walker (* 1943), US-amerikanische Schauspielerin
- Percy Walker (1812–1880), US-amerikanischer Arzt und Politiker
- Pete Walker (* 1939), britischer Filmregisseur
- Peter Walker (Rennfahrer) (1912–1984), britischer Rennfahrer
- Peter Walker (Bischof) (1919–2010), britischer Geistlicher, Bischof von Ely
- Peter Walker, Baron Walker of Worcester (1932–2010), britischer Politiker
- Peter Walker (Landschaftsarchitekt) (* 1932), US-amerikanischer Landschaftsarchitekt
- Peter Walker (Fußballspieler) (* 1933), englischer Fußballspieler
- Peter Walker (Offizier) (Peter Brett Walker; 1949–2015), britischer Luftwaffenoffizier, Diplomat und Politiker, Vizegouverneur von Guernsey
- Peter Martin Brabazon Walker (1922–2006), britischer Molekularbiologe
- Phil Walker-Harding (* 1981), australischer Spieleautor
- Philip Walker, britischer Physiker
- Phillip Walker (1937–2010), US-amerikanischer Bluesmusiker
- Polly Walker (* 1966), britische Schauspielerin
- Prentiss Walker (1917–1998), US-amerikanischer Politiker

### Q
- Quay Walker (* 2000), US-amerikanischer American-Football-Spieler
- Quock Walker (1753–nach 1783), US-amerikanischer Sklave, welcher die amerikanische Rechtsentwicklung prägte

### R
- Rachel Walker (Hockeyspielerin) (* 1979), englische Feldhockeyspielerin
- Rachel Wong Walker (* 1985), US-amerikanische Handballspielerin
- Ralf Walker, deutscher Filmemacher
- Ralph T. Walker (1889–1973), US-amerikanischer Architekt
- Raphael Walker (* 1977), Schweizer Politiker (Grüne)
- Ray Walker (1904–1980), US-amerikanischer Schauspieler
- Rebecca Walker (* 1969), US-amerikanische Schriftstellerin, politische Aktivistin und Verlegerin
- Reggie Walker (1889–1951), südafrikanischer Leichtathlet
- Rhys Walker (* 1994), englischer Badmintonspieler
- Richard Walker (Reiter) (* 1950), britischer Vielseitigkeitsreiter
- Richard Walker (Bischof) (* 1960), britischer Geistlicher, Weihbischof in Birmingham
- Richard Walker (Fußballspieler, 1971) (* 1971), englischer Fußballspieler
- Richard Walker (Fußballspieler, 1977) (* 1977), englischer Fußballspieler
- Richard Walker (Fußballspieler, 1980) (* 1980), englischer Fußballspieler
- Richard Walker (Fußballspieler, 1982) (* 1982), schottischer Fußballspieler
- Richard A. Walker (Richard Averill Walker; * 1947), US-amerikanischer Geograph
- Richard L. Walker (Historiker) (Richard Luis „Dixie“ Walker; 1922–2003), US-amerikanischer Diplomat, Historiker, Ostasienwissenschaftler und Hochschullehrer
- Richard L. Walker (Astronom) (Richard Lee „Dick“ Walker; 1938–2005), US-amerikanischer Physiker und Astronom
- Richard M. Walker (Richard Mark Walker; * 1964), britischer Verwaltungswissenschaftler
- Richard Fyjis-Walker (1927–2013), britischer Diplomat, Regierungsbeamter und Botschafter
- Richard Wilde Walker (1823–1874), US-amerikanischer Jurist und Politiker
- Rob Walker (1917–2002), schottischer Formel-1-Rennstallbesitzer
- Robert Walker (Maler) (1599–1658), englischer Maler
- Robert Walker (Fußballspieler, 1857) (1857–1936), schottischer Fußballspieler
- Robert Walker (Schauspieler, 1888) (1888–1954), US-amerikanischer Schauspieler
- Robert Walker (Mathematiker) (1909–1992), US-amerikanischer Mathematiker
- Robert Walker (Schauspieler, 1918) (1918–1951), US-amerikanischer Schauspieler
- Robert Walker, Baron Walker of Gestingthorpe (1938–2023), britischer Jurist und Richter
- Robert Walker junior (1940–2019), US-amerikanischer Schauspieler
- Robert Walker (Regisseur) (1961–2015), kanadischer Animator und Filmregisseur
- Robert J. Walker (1801–1869), US-amerikanischer Politiker
- Robert Jarvis Cochran Walker (1838–1903), US-amerikanischer Politiker
- Robert M. Walker (* 1948), US-amerikanischer Politiker
- Robert Smith Walker (* 1942), US-amerikanischer Politiker
- Rod Walker (* 1966), US-amerikanischer Dichter
- Roger G. Walker (* 1939), kanadischer Geologe
- Ronald Walker (1907–1948), englischer Gewichtheber
- Roy Walker (Baseballspieler) (1893–1962), US-amerikanischer Baseballspieler
- Roy Walker (Szenenbildner) (1931–2013), US-amerikanischer Artdirector und Szenenbildner
- Roy Walker (Fußballspieler) (* 1958), nordirischer Fußballspieler und -trainer

### S
- Sam Walker (Rugbyspieler, 1912) (1912–1972), irischer Rugby-Union-Spieler
- Sam Walker (Gewichtheber) (* 1950), US-amerikanischer Gewichtheber
- Sam Walker (Golfspieler) (* 1978), englischer Golfspieler
- Sam Walker (Fußballspieler) (* 1991), englischer Fußballspieler
- Sam Walker (Regisseur)
- Sam Walker (Rugbyspieler, 2002) (* 2002), australischer Rugby-League-Spieler
- Sam S. Walker (1925–2015), General der US Army
- Samuel Walker (Geistlicher) (1714–1761), britischer Geistlicher der Church of England
- Samuel Walker (Turner) (1883–1960), britischer Turner
- Samuel Walker (Tischtennisspieler) (* 1995), englischer Tischtennisspieler
- Samuel Walker (Eishockeyspieler) (* 1999), US-amerikanischer Eishockeyspieler
- Sarah Walker (Sängerin) (* 1943), britische Sängerin
- Sarah Walker (100 Women), Vorsitzende des English Collective of Prostitutes
- Sarah Stevens Walker (* 1986), US-amerikanische Kugelstoßerin
- Sarah Walker (Radsportlerin) (* 1988), neuseeländische Radsportlerin
- Sarah Walker (Badminton) (* 1989), englische Badmintonspielerin
- Sarah Walker (* 1990), neuseeländische Fußballschiedsrichterin, siehe Sarah Jones (Schiedsrichterin)
- Sarah Jane Walker (1875–1951), US-amerikanische Opernsängerin (Alt)
- Sarah Walker (Drehbuchautorin), US-amerikanische Drehbuchautorin, Produzentin und Schauspielerin
- Saskia Walker, deutsche Filmemacherin
- Scott Walker (Musiker) (1943–2019), US-amerikanischer Musiker
- Scott Walker (Politiker) (* 1967), US-amerikanischer Politiker
- Scott Walker (Bobfahrer) (* 1970), australischer Bobfahrer
- Scott Walker (Eishockeyspieler) (* 1973), kanadischer Eishockeyspieler und -trainer
- Sean Walker (* 1994), kanadischer Eishockeyspieler
- Sears Cook Walker (1805–1853), US-amerikanischer Astronom
- Shannon Walker (* 1965), amerikanische Astronautin
- Shelby Walker (1975–2006), amerikanische Boxerin
- Shirley Walker (1945–2006), amerikanische Komponistin, Dirigentin, Pianistin und Produzentin
- Sonikqua Walker (* 1994), jamaikanische Sprinterin
- Stan Walker (* 1990), australischer Popsänger
- Stephen Walker (Bildhauer) (1927–2014), australischer Bildhauer
- Stephenn Walker (Filmemacher) (* 1962), britischer Dokumentarfilmer und Autor
- Steve Walker (* 1973), kanadischer Eishockeyspieler
- Stewart Walker (* 1974), amerikanischer Techno-Produzent
- Summer Walker (* 1996), US-amerikanische R&B-Musikerin
- Suzanne Walker, US-amerikanische Biochemikerin und Mikrobiologin
- Sydney Walker (Schauspieler) (1921–1994), amerikanischer Schauspieler
- Sydney Walker, eigentlicher Name von Beau Jack (1921–2000), amerikanischer Boxer

### T
- T. H. S. Walker (Thomas Henry Sumpter Walker; 1855–1936), englischer Radrennfahrer, Radsportfunktionär und Journalist
- T-Bone Walker (1910–1975), amerikanischer Bluesmusiker
- Ted Walker (1934–2004), britisch Dichter, Drehbuchautor
- Tevonn Walker (* 1993), kanadischer Basketballspieler
- Thekla Walker (* 1969), deutsche Politikerin (Bündnis 90/Die Grünen), MdL und Ministerin
- Tim Walker (Fotograf) (* 1970), britischer Fotograf
- Tim Walker (Radsportler) (* 1986), australischer Radsportler
- Tim Walker (Spezialeffektekünstler), Spezialeffektekünstler

- Timothy Walker (Jurist) (1802–1856), US-amerikanischer Jurist
- Timothy Walker (Musiker) (1943–2021), südafrikanischer Musiker, Gitarrist und Arrangeur
- Timothy Walker (Botaniker) (* 1958), britischer Botaniker
- Timothy Walker (Historiker) (Timothy D. Walker; * 1963), US-amerikanischer Historiker und Hochschullehrer
- Timothy Walker (Schauspieler), britischer Schauspieler und Theaterregisseur
- Thomas Walker (Fußballspieler, 1879) (1879–1937), schottischer Fußballspieler
- Thomas Walker (Fußballspieler, 1882) (1882–??), englischer Fußballspieler
- Thomas Walker (Filmproduzent) (* 1958), deutscher Filmproduzent
- Thomas Walker (Sänger), britischer Opernsänger
- Thomas Ferdinand Walker (1837–1921), britischer Geschäftsmann aus Birmingham
- Thomas Henry Sumpter Walker (1855–1936), englischer Radrennfahrer, Radsportfunktionär und Journalist, siehe T. H. S. Walker
- Thomas Leonard Walker (1867–1942), kanadischer Mineraloge
- Tom Walker (Fußballspieler, 1875) (Thomas Tichborne Walker; 1875–1929), englischer Fußballspieler
- Tom Walker (Musiker) (* 1991), englischer Singer-Songwriter
- Tom Walker (Fußballspieler, 1995) (Thomas James Walker; * 1995), englischer Fußballspieler
- Tom Walker, bürgerlicher Name von Jonathan Pie
- Tommy Walker (Fußballspieler, 1902) (Thomas Walker; 1902–1973), englischer Fußballspieler
- Tommy Walker (Fußballspieler, 1915) (Thomas Walker; 1915–1993), schottischer Fußballspieler und -trainer
- Tommy Walker (Fußballspieler, 1923) (Thomas Jackson Walker; 1923–2005), englischer Fußballspieler
- Tommy Walker (Fußballspieler, Februar 1952) (Thomas Jackson Walker; * 1952), englischer Fußballspieler
- Tommy Walker (Fußballspieler, März 1952) (Thomas Walker; * 1952), schottischer Fußballspieler
- Tommy Walker (Fußballspieler, 1964) (Thomas Walker; * 1964), schottischer Fußballspieler
- Travis Walker (* 1979), amerikanischer Boxer
- Travon Walker (* 2000), US-amerikanischer American-Football-Spieler
- Tray Walker (1992–2016), US-amerikanischer American-Football-Spieler
- Tristan Walker (* 1991), kanadischer Rennrodler
- Ty Walker (* 1997), US-amerikanische Snowboarderin
- Tyler Walker (* 1996), englischer Fußballspieler

### U
- Ulrich Walker (1360–1427), Schweizer Schultheiss, Kleinrat und Tagsatzungsgesandter
- Urs Josef Walker (1800–1855), Schweizer  Vermessungsingenieur und Kartograf

### V
- Vance Walker (* 1987), US-amerikanischer American-Football-Spieler
- Vaughn Walker (* 1944), US-amerikanischer Jurist
- Vernon L. Walker (1894–1948), US-amerikanischer Kameramann und Spezialeffektkünstler

### W
- Walter Walker (Politiker) (1883–1956), US-amerikanischer Politiker (Colorado)
- Walter Walker (General) (1912–2001), britischer General
- Walton Walker (1889–1950), amerikanischer Offizier
- Wayne Walker (1925–1979), US-amerikanischer Sänger und Songwriter
- Wayne Walker (Footballspieler, 1936) (* 1936), US-amerikanischer American-Football-Spieler
- Wayne Walker (Footballspieler, 1966) (* 1966), US-amerikanischer American-Football-Spieler
- Wilhelm Walker (1896–1988), deutscher Fabrikant und Förderer
- William Walker (Politiker, um 1790) (um 1790–1863), kanadischer Politiker
- William Walker (Politiker, 1797) (1797–1844), kanadischer Politiker
- William Walker (Missionar) (1808–1896), US-amerikanischer Geistlicher und Missionar
- William Walker (Komponist) (1809–1875), US-amerikanischer Komponist
- William Walker (Söldner) (1824–1860), US-amerikanischer Arzt, Abenteurer und Söldner
- William Walker (Politiker, 1828) (1828–1908), neuseeländischer Politiker
- William Walker, 1. Baron Wavertree (1856–1933), britischer Geschäftsmann, Politiker und Kunstsammler
- William Walker (Unternehmer), US-amerikanischer Fotounternehmer, siehe George Eastman #Kamera- und Film-Innovationen: Das Unternehmen und die Marke Kodak
- William Walker (Taucher) (1869–1918), britischer Taucher
- William Walker (Fußballspieler), englischer Fußballspieler
- William Walker (Mediziner) (1920–1985), britischer Mediziner
- William Walker (Sänger) (* 1931), US-amerikanischer Opernsänger (Bariton)
- William Walker (Radsportler) (* 1985), australischer Radrennfahrer
- William A. Walker (1805–1861), US-amerikanischer Politiker
- William Aiken Walker (1839–1921), US-amerikanischer Maler
- William Campbell Walker (1837–1904), neuseeländischer Politiker
- William Froggatt Walker (um 1841–1890), australischer Politiker
- William Garfield Walker, amerikanischer Dirigent und Komponist
- William Graham Walker (* 1935), US-amerikanischer Diplomat
- William H. Walker (Politiker, 1842) (1842–1916), US-amerikanischer Politiker
- William H. Walker (Politiker, 1847) (1847–1913), kanadischer Politiker
- William H. Walker (Karikaturist) (1871–1938), Karikaturist des US-amerikanischen Magazins Life
- William H. Walker (Archäologe) (* 1964), US-amerikanischer Archäologe
- William H. T. Walker (1816–1864), General der Konföderation
- William Henry Walker (Zeichner) (William H. Walker; 1871–1938), US-amerikanischer Zeichner
- William Henry Walker (1897–1964), englischer Fußballspieler und -trainer, siehe Billy Walker (Fußballspieler, 1897)
- William Henry Walker (* 1987), US-amerikanischer Basketballspieler, siehe Bill Walker (Basketballspieler)
- William Henry Talbot Walker (1816–1864), US-amerikanischer General der Konföderierten im Sezessionskrieg
- William J. Walker, US-amerikanischer General
- William Stephen Walker (1822–1899), US-amerikanischer Brigadegeneral
- Willie Walker (Fußballspieler, 1884) (William Walker; 1884–1945), schottischer Fußballspieler
- Willie Walker (Fußballspieler, 1891) (William Burn Walker; 1891–1968), englischer Fußballspieler
- Willie Walker (Künstler) (* 1945), US-amerikanischer Video- und Medienkünstler
- Willie Walker (Rugbyspieler) (William Charles Aroyn Walker; * 1978), neuseeländischer Rugbyspieler und -trainer
- Wolf-Dietrich Walker (* 1955), deutscher Jurist und Hochschullehrer
- Wyatt Tee Walker (1929–2018), US-amerikanischer Bürgerrechtler, Autor und Pastor